# Flo Sandon's
Mammola Sandon, connue sous le nom de scène de Flo Sandon's   née à Vicence le 29 juin 1924 et morte à Rome le 17 novembre 2006, est une chanteuse italienne qui était populaire dans l'après Seconde Guerre mondiale. Elle a remporté le Festival de musique de Sanremo, en 1953, avec la chanson Viale d'autunno.

## Biographie
Mammola Sandon est née à Vicence, en Vénétie. Sa carrière musicale a commencé en 1944, lorsqu'elle a fait ses débuts dans un spectacle de charité  de la Croix-Rouge. Son nom de scène de Sandon's est dû au hasard , il s'agit d'une erreur de l'illustrateur qui a préparé la pochette de son premier album.
Son premier succès comme chanteuse professionnelle arrive en 1947, quand elle a chanté dans Le Hot Club de France avec deux références du jazz : le guitariste Django Reinhardt et le violoniste Stéphane Grappelli. La célébrité est venue en 1952, grâce au film Anna réalisé par Alberto Lattuada et interprété par Silvana Mangano, Vittorio Gassman et Raf Vallone. Flo Sandon's n'apparaît pas dans le film, mais elle  interprète deux chansons de la bande sonore T'ho voluto ben et El Negro Zumbón qui sont devenues d'énormes succès. Quelques années plus tard, Nat King Cole a repris T'ho voluto ben qu'il a enregistré avec le nouveau titre Non Dimenticar.
En 1953, Flo Sandon's, couplée à  Carla Boni remporte lors de sa première participation le Festival de musique de Sanremo avec la chanson Viale d'autunno devançant la favorite  Nilla Pizzi. qui avait été pressentie pour interpréter la chanson.
En 1955 Flo Sandon's  épouse Natalino Otto, qui est aussi un chanteur. Ils ont  une fille Silvia né en 1956. 

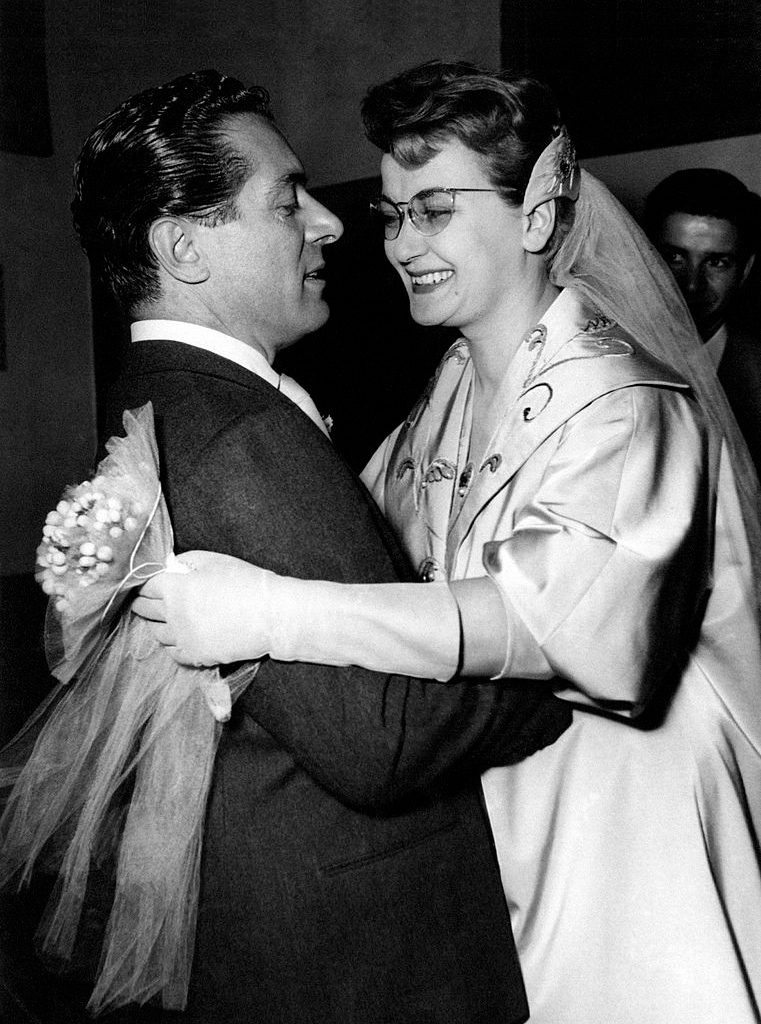
Natalino Otto et Flo Sandon's, le jour de leur mariage, en Italie, en 1955.

Flo Sandon's entreprend une tournée en Italie et à l'étranger pendant plusieurs années.
Otto et Sandon's sont crédités de la découverte de Mina, une des plus grandes chanteuses italiennes.  Dans la nuit du 24 septembre 1958, les Happy Boys, un groupe d'adolescents jouent dans la salle Rivarolo del Re à Crémone. Otto et son épouse présents sont impressionnés par la chanteuse de ce groupe et lui proposent un essai d'enregistrement. Un mois plus tard, Mina sort son premier disque.
Flo Sandon's participe encore cinq fois au Festival de Musique de Sanremo, mais n'a plus jamais gagné. Elle a cependant remporté le Festival de Naples de 1960 avec Serenata a  Mergellina.
Les autres succès de son répertoire sont Vorrei volare, Kiss Me, I Love Paris, Passa il tempo, Concerto d'autunno, Verde luna, Domani, Che sera sera et Bevi con me.
Flo Sandon's est morte à Rome le 16 novembre 2006.